# Wolseley Twelve
Der Wolseley Twelve war ein Mittelklasse-Pkw, den Wolseley 1938 als Vierzylindervariante des Fourteen  herausbrachte.
Er besaß einen Vierzylinder-Reihenmotor mit 1548 cm³ Hubraum und obenliegenden Ventilen (ohv), der 44 bhp (32 kW) bei 4000 min−1 leistete. Die viertürige Limousine wurde auf einem Fahrgestell mit 2489 mm Radstand geliefert. Der Aufbau war 4140 mm lang und 1702 mm breit. Das Wagengewicht lag bei 1321 kg, die Höchstgeschwindigkeit bei 101 km/h.
1948 wurde er durch den neuen 4/50 mit obenliegender Nockenwelle ersetzt.